# Prometheus Award
Der Prometheus Award ist ein Literaturpreis, mit dem libertäre Werke aus dem Bereich der Science-Fiction ausgezeichnet werden.

## Geschichte
Der Prometheus Award wurde 1979 von L. Neil Smith ins Leben gerufen. Erster Preisträger war F. Paul Wilson mit seinem Roman Wheels Within Wheels. Als Preis wurde eine Goldmedaille vergeben, die einen Wert von rund 2.500 $ hatte. Wegen der hohen Kosten und des fehlenden finanziellen und organisatorischen Rückgrats wurde die Veranstaltung nach dem ersten Mal für zwei Jahre auf Eis gelegt.
1982 wurde die Libertarian Futurist Society gegründet, die den Prometheus Award wiederbelebte. Neben einer Kategorie für den besten Roman wurde ein Jahr später auch eine Hall of Fame gegründet, um klassische libertäre Werke zu ehren.
In beiden Kategorien wird als Preis eine Goldmedaille vergeben, deren eine Seite den freien Handel und deren andere Seite den freien Geist repräsentieren soll. Die Medaille für den besten Roman wog ursprünglich eine halbe, seit 2001 eine ganze Unze. Die Medaille für die Hall of Fame wiegt eine achtel Unze.

## Bester Roman (Prometheus Award for Best Novel)
Alle Angaben laut
| Jahr   | Autor                                            | Originaltitel               |
| 2020er | 2020er                                           | 2020er                      |
| ------ | ------------------------------------------------ | --------------------------- |
| 2024   | Daniel Suarez                                    | Critical Mass               |
| 2023   | Dave Freer                                       | Cloud-Castles               |
| 2022   | Wil McCarthy                                     | Rich Man’s Sky              |
| 2021   | Barry B. Longyear                                | The Hook                    |
| 2020   | C. J. Cherryh & Jane S. Fancher                  | Alliance Rising             |
| 2010er |                                                  |                             |
| 2019   | Travis J. I. Corcoran                            | Causes of Separation        |
| 2018   | Travis J. I. Corcoran                            | The Powers of the Earth     |
| 2017   | Johanna Sinisalo                                 | The Core of the Sun         |
| 2016   | Neal Stephenson                                  | Seveneves                   |
| 2015   | Daniel Suarez                                    | Influx                      |
| 2014   | Cory Doctorow bzw. Ramez Naam                    | Homeland bzw. Nexus         |
| 2013   | Cory Doctorow                                    | Pirate Cinema               |
| 2012   | Ernest Cline                                     | Ready Player One            |
| 2012   | Delia Sherman                                    | The Freedom Maze            |
| 2011   | Sarah Hoyt                                       | Darkship Thieves            |
| 2010   | Eytan Kollin und Dani Kollin                     | The Unincorporated Man      |
| 2000er |                                                  |                             |
| 2009   | Cory Doctorow                                    | Little Brother              |
| 2008   | Jo Walton                                        | Ha'Penny                    |
| 2008   | Harry Turtledove                                 | The Gladiator               |
| 2007   | Charles Stross                                   | Glasshouse                  |
| 2006   | Ken MacLeod                                      | Learning the World          |
| 2005   | Neal Stephenson                                  | The System of the World     |
| 2004   | F. Paul Wilson                                   | Sims                        |
| 2003   | Terry Pratchett                                  | Night Watch                 |
| 2002   | Donald Kingsbury                                 | Psychohistorical Crisis     |
| 2001   | L. Neil Smith                                    | The Forge of the Elders     |
| 2000   | Vernor Vinge                                     | A Deepness in the Sky       |
| 1990er |                                                  |                             |
| 1999   | John Varley                                      | The Golden Globe            |
| 1998   | Ken MacLeod                                      | The Stone Canal             |
| 1997   | Victor Koman                                     | Kings of the High Frontier  |
| 1996   | Ken MacLeod                                      | The Star Fraction           |
| 1995   | Poul Anderson                                    | The Stars are also Fire     |
| 1994   | L. Neil Smith                                    | Pallas                      |
| 1993   | James P. Hogan                                   | The Multiplex Man           |
| 1992   | Larry Niven & Jerry Pournelle & Michael F. Flynn | Fallen Angels               |
| 1991   | Michael F. Flynn                                 | In the Country of the Blind |
| 1990   | Victor Koman                                     | Solomon's Knife             |
| 1980er |                                                  |                             |
| 1989   | Brad Linaweaver                                  | Moon of Ice                 |
| 1988   | Victor Koman                                     | The Jehovah Contract        |
| 1987   | Vernor Vinge                                     | Marooned in Realtime        |
| 1986   | Victor Milán                                     | Cybernetic Samurai          |
| 1985   | – kein Gewinner –                                | – kein Gewinner –           |
| 1984   | J. Neil Schulman                                 | The Rainbow Cadenza         |
| 1983   | James P. Hogan                                   | Voyage from Yesteryear      |
| 1982   | L. Neil Smith                                    | The Probability Broach      |
| 1970er |                                                  |                             |
| 1979   | F. Paul Wilson                                   | Wheels Within Wheels        |

## Ruhmeshalle (Prometheus Hall of Fame Award)
Alle Angaben laut
| Jahr   | Autor                               | Originaltitel                              |
| 2020er | 2020er                              | 2020er                                     |
| ------ | ----------------------------------- | ------------------------------------------ |
| 2024   | Terry Pratchett                     | The Truth                                  |
| 2023   | Robert A. Heinlein                  | Free Men                                   |
| 2022   | Robert A. Heinlein                  | Citizen of the Galaxy                      |
| 2021   | Barry B. Longyear                   | The War Whisperer, Book 5: The Hook        |
| 2020   | Poul Anderson                       | Sam Hall                                   |
| 2010er |                                     |                                            |
| 2019   | Kurt Vonnegut                       | Harrison Bergeron                          |
| 2018   | Jack Williamson                     | With Folded Hands…                         |
| 2017   | Robert Heinlein                     | Coventry                                   |
| 2016   | Donald Kingsbury                    | Courtship Rite                             |
| 2015   | Harlan Ellison                      | "Repent Harlequin!", Said the Ticktockman  |
| 2014   | Lois McMaster Bujold                | Falling Free                               |
| 2013   | Neal Stephenson                     | Cryptonomicon                              |
| 2012   | E. M. Forster                       | The Machine Stops                          |
| 2011   | George Orwell                       | Animal Farm                                |
| 2010   | Poul Anderson                       | No Truce with Kings                        |
| 2000er |                                     |                                            |
| 2009   | J. R. R. Tolkien                    | The Lord of the Rings                      |
| 2008   | Anthony Burgess                     | A Clockwork Orange                         |
| 2007   | Sinclair Lewis                      | It can’t happen here                       |
| 2007   | Vernor Vinge                        | True Names                                 |
| 2006   | Alan Moore & David Lloyd            | V for Vendetta                             |
| 2005   | A. E. Van Vogt                      | The Weapon Shops of Isher                  |
| 2004   | Vernor Vinge                        | The Ungoverned                             |
| 2003   | Robert A. Heinlein                  | Requiem                                    |
| 2002   | Patrick McGoohan                    | The Prisoner                               |
| 2001   | Jerry Pournelle & John F. Carr [Hg] | The Survival of Freedom                    |
| 2000   | Hans Christian Andersen             | The Emperor's New Clothes                  |
| 1990er |                                     |                                            |
| 1999   | H. Beam Piper & John McGuire        | A Planet for Texans auch: Lone Star Planet |
| 1998   | Robert A. Heinlein                  | Time Enough for Love                       |
| 1997   | Robert A. Heinlein                  | Methuselah's Children                      |
| 1996   | Robert A. Heinlein                  | Red Planet                                 |
| 1995   | Poul Anderson                       | The Star Fox                               |
| 1994   | Jewgeni Samjatin                    | Мы We (Wir)                                |
| 1993   | Ursula K. Le Guin                   | The Dispossessed                           |
| 1992   | Ira Levin                           | This Perfect Day                           |
| 1991   | F. Paul Wilson                      | An Enemy of the State                      |
| 1990   | F. Paul Wilson                      | The Healer                                 |
| 1980er |                                     |                                            |
| 1989   | J. Neil Schulman                    | Alongside Night                            |
| 1988   | Alfred Bester                       | The Stars my Destination                   |
| 1987   | Robert A. Heinlein                  | Stranger in a Strange Land                 |
| 1987   | Ayn Rand                            | Anthem                                     |
| 1986   | Cyril Kornbluth                     | The Syndic                                 |
| 1986   | Robert Anton Wilson & Robert Shea   | Illuminatus!                               |
| 1985   | Poul Anderson                       | Trader to the Stars                        |
| 1985   | Eric Frank Russell                  | The Great Explosion                        |
| 1984   | George Orwell                       | Nineteen Eighty-Four                       |
| 1984   | Ray Bradbury                        | Fahrenheit 451                             |
| 1983   | Robert A. Heinlein                  | The Moon Is a Harsh Mistress               |
| 1983   | Ayn Rand                            | Atlas Shrugged                             |

## Spezialpreis (Special Award)
Alle Angaben laut
| Jahr   | Person(en)                                                | Titel                                                                         |
| 2010er | 2010er                                                    | 2010er                                                                        |
| ------ | --------------------------------------------------------- | ----------------------------------------------------------------------------- |
| 2017   | Mark Stanley                                              | für Kapitel 1 von Freefall, a webcomic                                        |
| 2016   | Jonathan Luna & Sarah Vaughn                              | für Alex + Ada, a graphic novel Part 1, Part 2, Part 3                        |
| 2016   | L. Neil Smith                                             | für sein Lebenswerk                                                           |
| 2015   | F. Paul Wilson                                            | für sein Lebenswerk                                                           |
| 2014   | Leslie Fish                                               | für die Erzählung Tower of Horses und den Filk-Song The Horsetamer's Daughter |
| 2014   | Vernor Vinge                                              | für sein Lebenswerk                                                           |
| 2000er |                                                           |                                                                               |
| 2007   | James McTeigue (Regie) & Wachowski-Geschwister (Drehbuch) | V wie Vendetta (Film)                                                         |
| 2006   | Joss Whedon (Drehbuch und Regie)                          | Serenity – Flucht in neue Welten (Film)                                       |
| 2005   | L. Neil Smith (Autor) & Scott Bieser (Illustrator)        | The Probability Broach: The Graphic Novel                                     |
| 2005   | Mark Tier & Martin H. Greenberg [Hg]                      | Give me Liberty & Visions of Liberty (Anthologien)                            |
| 2001   | Poul Anderson                                             | Lebenswerk                                                                    |
| 1990er |                                                           |                                                                               |
| 1998   | Brad Linaweaver & Edward E. Kramer [Hg]                   | Free Space (Anthologie)                                                       |